# Chalecki (herb szlachecki)
Chalecki – polski herb szlachecki, odmiana herbu Abdank.

## Opis herbu
Opis zgodnie z klasycznymi regułami blazonowania:
W polu czerwonym dwie krokwie srebrne w kształcie litery W, z której środka wychodzi strzała srebrna bez opierzenia, ostrzem do góry. W szczycie hełmu czarne skrzydło orła, strzałą srebrną przeszyte.
W polu czerwonym łękawica srebrna, z takąż zaćwieczoną rogaciną, żeleźcem do góry. Klejnot: skrzydło sępie czarne, przeszyte strzałą srebrną w prawo.

## Herbowni
Chalecki, Nawra, Nawro.